# Лайчжоу
Лайчжо́у (кит. упр. 莱州, пиньинь Láizhōu) — городской уезд городского округа Яньтай провинции Шаньдун. Название происходит от названия существовавшей в средние века единицы административно-территориального деления.

## География
Городской уезд Лайчжоу расположен в северо-западной части полуострова Цзяодун. На северо-западе его омывает залив Бохайвань Бохайского залива. Реки: Ванхэ.

## История
При империи Западная Хань здесь был образован уезд Есянь (掖县), названный в честь реки Ешуй; уезд был подчинён округу Дунлай (东莱郡) провинции Цинчжоу (青州). При империи Северная Вэй восточная часть области Цинчжоу была выделена в отдельную область Гуанчжоу (光州), в которую вошли округа Дунлай, Чангуан и Дунму, а земли бывшего уезда Есянь перешли под непосредственное управление областных властей. При империи Суй округа были упразднены, а область Гуанчжоу была переименована в Лайчжоу (莱州); в её состав вошло девять уездов. Позднее области были упразднены, и эти земли вошли в состав восстановленного округа Дунлай. При империи Тан округ Дунлай был опять преобразован в область Лайчжоу. При империи Мин Лайчжоу была поднята в статусе до управы; для администрирования земель, ранее подчинявшихся властям области и не входивших в состав какого-либо уезда, был вновь образован уезд Есянь. Лайчжоуской управе подчинялись две области и пять уездов. После Синьхайской революции в Китае была проведена реформа структуры административного деления, в ходе которой управы и области были упразднены, и с 1913 года остался только уезд Есянь.
В 1950 году был образован Специальный район Лайян (莱阳专区), и уезд вошёл в его состав. В 1958 году город Яньтай и Специальный район Лайян были слиты в Специальный район Яньтай (烟台专区). В 1967 году Специальный район Яньтай был переименован в Округ Яньтай (烟台地区).
В ноябре 1983 года округ Яньтай был преобразован в городской округ Яньтай. В 1988 году уезд Есянь был расформирован, а вместо него был образован городской уезд Лайчжоу.

## Административно-территориальное деление
Городской уезд делится на 6 уличных комитетов и 11 посёлков.

## Транспорт
Через Лайчжоу проходит автострада Годао 206.